# Coupe CECAFA des nations 1982
Navigation
Tanzanie 1981 Kenya 1983
La Coupe CECAFA des nations 1982 est la dixième édition de la Coupe CECAFA des nations qui a eu lieu en Ouganda du 13 au 27 novembre 1982. Les nations membres de la CECAFA (Confédération d'Afrique centrale et de l'Est) sont invitées à participer à la compétition.
C'est le tenant du titre, le Kenya, qui remporte à nouveau la compétition en s'imposant en finale face au pays hôte, l'Ouganda. Le Zimbabwe monte sur la troisième marche du podium. C'est le deuxième titre de champion de la CECAFA de la sélection kényane.

## Équipes participantes
- Ouganda - Organisateur
- Kenya - Tenant du titre
- Zanzibar
- Tanzanie
- Malawi
- Zimbabwe
- Soudan

## Compétition

### Premier tour

#### Groupe A
| Rang | Équipe   | Pts | J | G | N | P | Bp | Bc | Diff |  | Résultats (▼ dom., ► ext.) |  |     |     |     |
| ---- | -------- | --- | - | - | - | - | -- | -- | ---- |  | -------------------------- |  | --- | --- | --- |
| 1    | Ouganda  | 5   | 3 | 2 | 1 | 0 | 4  | 2  | +2   |  | Ouganda                    |  | 1-1 | 2-1 | 1-0 |
| 2    | Zimbabwe | 4   | 3 | 1 | 2 | 0 | 5  | 2  | +3   |  | Zimbabwe                   |  |     | 1-1 | 3-0 |
| 3    | Malawi   | 3   | 3 | 1 | 1 | 1 | 4  | 3  | +1   |  | Malawi                     |  |     |     | 2-0 |
| 4    | Tanzanie | 0   | 3 | 0 | 0 | 3 | 0  | 6  | -6   |  | Tanzanie                   |  |     |     |     |

#### Groupe B
| Rang | Équipe   | Pts | J | G | N | P | Bp | Bc | Diff |  | Résultats (▼ dom., ► ext.) |  |     |     |
| ---- | -------- | --- | - | - | - | - | -- | -- | ---- |  | -------------------------- |  | --- | --- |
| 1    | Kenya    | 3   | 2 | 1 | 1 | 0 | 4  | 2  | +2   |  | Kenya                      |  | 2-2 | 2-0 |
| 2    | Zanzibar | 3   | 2 | 1 | 1 | 0 | 3  | 2  | +1   |  | Zanzibar                   |  |     | 1-0 |
| 3    | Soudan   | 0   | 2 | 0 | 0 | 2 | 0  | 3  | -3   |  | Soudan                     |  |     |     |

### Demi-finales
| 24 novembre 1982 | Ouganda | 3 - 0 | Zanzibar | Kampala |  |
|                  |         |       |          |         |  |

| 24 novembre 1982 | Kenya | 2 - 1 | Zimbabwe | Kampala |  |
|                  |       |       |          |         |  |

### Match pour la3eplace
| 26 novembre 1982 | Zimbabwe | 3 - 0 | Zanzibar | Kampala |  |
|                  |          |       |          |         |  |

### Finale
| 27 novembre 1982 | Kenya           | 1 - 1 | Ouganda | Kampala |  |
|                  |                 |       |         |         |  |
|                  | Tirs au but 5-3 |       |         |         |  |

| Vainqueur Coupe CECAFA 1982 Kenya 3e titre |

## Sources et liens externes
- (en) Feuilles de matchs et infos sur RSSSF